# Sitticus mazorcanus
Sitticus mazorcanus is een spinnensoort in de taxonomische indeling van de springspinnen (Salticidae).
Het dier behoort tot het geslacht Sitticus. De wetenschappelijke naam van de soort werd voor het eerst geldig gepubliceerd in 1920 door Ralph Vary Chamberlin.